# Les Chroniques de la Terre sauvage

Les Chroniques de la Terre sauvage est une série de documentaires dont chaque partie se situe sur un continent différent. Des animaux y sont suivis durant plusieurs mois afin d'observer leurs comportements, leurs expériences et les épreuves qu'ils rencontrent. Aux informations concernant les animaux eux-mêmes, le commentaire et les images ajoutent une mise en relief de leur habitat en s'intéressant aux saisons et aux phénomènes climatiques qui les accompagnent et à l'influence de l'homme, tout en détaillant les écosystèmes et les structures végétales des régions.
Pendant près de dix ans, (entre 1994 et 2002), Les Chroniques de la Terre sauvage ont parcouru l'Afrique, puis l'Amazonie, l'Australie, l'Asie et enfin l'Amérique du Nord.

## Présentation
L'un des aspects spécifiques de ces chroniques est qu'elles font des animaux des personnages sans pour autant scénariser le film. Le nombre d'animaux suivis pour chaque documentaire tourne autour d'une dizaine (si l'on exclut les troupeaux, qui comptent pour un personnage), chacun ayant un nom et son histoire propre. Le commentaire va parfois jusqu'à calquer les rapports des animaux entre eux sur ceux des humains. Ainsi, des femelles “courageuses” protègent ou nourrissent des “enfants”, des “bébés” ou des “fils” et non des petits, etc.
Tournés dans un espace géographique bien défini, les films donnent souvent lieu à des rencontres entre les animaux étudiés (mâle et femelle, prédateur et proie, rivalité territoriale, etc.) qui permettent de confronter les modes de vie des espèces en analysant les régimes alimentaires, les degrés de sédentarisation, les habitats particuliers (arbres, eaux, plaines, montagnes, etc.), les rapports de force et les places dans les écosystèmes (chasseurs, charognards, parasites, etc.).
Les Chroniques de la terre sauvage racontent des histoires riches en rebondissements et en imprévus.
Les richesses de l'image, l'utilisation d'une musique souvent mélodique qui tantôt sert d'ambiance et tantôt colle aux images, ainsi que la clarté et la profondeur du commentaire (malgré son anthropocentrisme) font de ces documentaires à la fois un instrument de découverte pure de la faune et de la flore, des documents scientifiques prenant soin d'expliquer et de détailler les faits observés (reproduction, chasse, jeux, comportements, migrations, etc.) et des films originaux vecteurs d'émotions.
Respectueuses de la nature, les équipes réalisant les films n'interviennent jamais dans les évènements et laissent s'exprimer aussi bien la beauté que la cruauté du monde animal tout en délivrant un message écologique appelant la protection des espèces et à la préservation de leurs habitats.

## Les films
- Les Chroniques de l'Afrique sauvage
- Les Chroniques de l'Amazonie sauvage
- Les Chroniques de l'Australie sauvage
- Les Chroniques de l'Asie sauvage
- Les Chroniques de l'Amérique sauvage